# Denton and Caldecote
Denton and Caldecote – civil parish w Anglii, w Cambridgeshire, w dystrykcie Huntingdonshire. W 2001 civil parish liczyła 55 mieszkańców. W obszar civil parish wchodzą także Caldecote i Denton.